# 特拉華號戰艦
特拉華號戰艦（舷號BB-28）是一艘隸屬於美國海軍的戰艦，為特拉華級戰艦的首艦。她是美軍第六艘以特拉華州為名的軍艦。
特拉華號在1907年於紐波特紐斯造船廠開始建造，並在1909年下水，最終在1910年服役。接著特拉華號主要在大西洋執勤，並在1911年到英國出席英國國王喬治五世登基的海軍巡閱儀式。1914年特拉華號又支援美國在坦皮科事件後入侵韋拉克魯斯。
美國參與第一次世界大戰後，特拉華號被派到英國海域，加入英國本土艦隊，主要負責護航任務。戰後特拉華號主要以訓練為主，最後在1923年退役，並在同年按照華盛頓海軍條約出售拆解。